# Prêmio Velejador Mundial do Ano da ISAF
Prêmio Velejador Mundial do Ano da ISAFF (ISAF World Sailor of the Year em inglês) é uma premiação que confere anualmente para homens e mulheres pela Federacão Internacional de Vela (ISAF) desde 1994. Desde 2001 Rolex patrocina este prêmio.

## Prêmio
| Ano  | Ganhador(es) masculino          | Ganhador(es) feminino          |
| ---- | ------------------------------- | ------------------------------ |
| 1994 | Peter Blake Robin Knox-Johnston | Theresa Zabell                 |
| 1995 | Russell Coutts                  | Isabelle Autissier             |
| 1996 | Jochen Schümann                 | Lee Lai Shan                   |
| 1997 | Pete Goss                       | Ruslana Taran Elena Pakholchik |
| 1998 | Ben Ainslie                     | Carolijn Brouwer               |
| 1999 | Mateusz Kusznierewicz           | Margriet Matthijsse            |
| 2000 | Mark Reynolds Magnus Liljedahl  | Shirley Robertson              |
| 2001 | Robert Scheidt                  | Ellen MacArthur                |
| 2002 | Ben Ainslie                     | Sofia Bekatorou Emilia Tsoulfa |
| 2003 | Russell Coutts                  | Siren Sundby                   |
| 2004 | Robert Scheidt                  | Sofia Bekatorou Emilia Tsoulfa |
| 2005 | Fernando Echávarri Antón Paz    | Ellen MacArthur                |
| 2006 | Mike Sanderson                  | Paige Railey                   |
| 2007 | Ed Baird                        | Claire Leroy                   |
| 2008 | Ben Ainslie                     | Alessandra Sensini             |
| 2009 | Torben Grael                    | Anna Tunnicliffe               |
| 2010 | Tom Slingsby                    | Blanca Manchón                 |
| 2011 | Iker Martinez Xabier Fernández  | Anna Tunnicliffe               |
| 2012 | Ben Ainslie                     | Xu Lijia                       |
| 2013 | Mathew Belcher                  | Jo Aleh Polly Powrie           |
| 2014 | James Spithill                  | Martine Grael Kahena Kunze     |
| 2015 | Peter Burling Blair Tuke        | Sarah Ayton                    |
| 2016 | Santiago Lange                  | Hannah Mills Saskia Clark      |

## ligações Externas
- Sitio Oficial